# Orangey
Orangey, mačak Orangey jedini je filmski glumac iz svijeta životinja koji je postao dvostruki dobitnik nagrade Patsy Award (patsy =Picture Animal Top Star of the Year), ekvivalent oscara. 
Orangey je odigrao uloge u 5 filmova. Prvi puta debitira u filmu Rhubarb u režiji Arthura Lubina, kada je i prvi puta nagrađen. Drugi film u ulozi Neutrona je This Island Earth (1955). Nakon toga se redaju The Incredible Shrinking Man (1957); Doručak kod Tiffany (1961) kada osvaja drugi Patsy Award; U The Comedy of Terrors (1963) pod imenom Rhubbarb igra ulogu Cleopatre; i Village of the Giants (1965). 
Mačka Orangeya trenirao je za njegove uloge legendarni trener životinja Frank Inn

## Vanjske poveznice
- Orangey u sceni iz filma Doručako kod Tiffany (Slika)